# Granulé de houblon

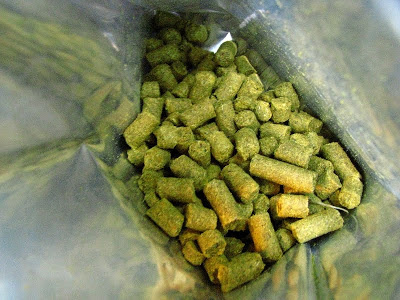
Granulés de houblon.

Les granulés de houblon, appelés aussi « pellets », sont des granulés produits à partir de cônes de houblon séchés et extrudés. Les granulés rendent  beaucoup plus facile le dosage des substances amères du houblon nécessaires au processus de brassage de la bière et ont largement remplacé les cônes séchés dans cet usage.
Après la récolte, les cônes sont immédiatement séchés par air chaud forcé, puis sont souvent broyés et pressés en granulés denses, cylindriques, d'environ 5 à 8 mm de diamètre et jusqu'à 25 mm de longueur. La granulation réduit considérablement la surface totale et réduit par conséquent le taux d'oxydation et de dégradation chimique, et fournit également un produit plus compact pour le transport.
On distingue les granulés « normaux », de type 90, et les granulés enrichis notamment en acides alpha, de type 45.
Les granulés de type 90 contiennent environ 90 % des constituants du houblon cru. La qualité et les ingrédients, notamment les substances amères du houblon, correspondent à ceux du houblon brut.
Les granulés de type 45 ont une valeur amère standardisée et retiennent environ 45 % des composants des cônes séchés. À cet effet, les parties indésirables telles que les feuilles et les tiges sont séparées des composants souhaités des cônes, puis partiellement mélangées avant le pressage.
L'amertume standardisée des granulés de houblon est obtenue grâce au dosage des ingrédients souhaités.